# Xyridacma varians
Xyridacma varians là một loài bướm đêm trong họ Geometridae.